# Idiocera (Idiocera) nigrilobata
Idiocera (Idiocera) nigrilobata is een tweevleugelige uit de familie steltmuggen (Limoniidae). De soort komt voor in het Palearctisch gebied.